# Frankie and Johnny (альбом)
| Оценки критиков | Оценки критиков                                                          |
| Источник        | Оценка                                                                   |
| --------------- | ------------------------------------------------------------------------ |
| AllMusic        | 1 из 5 звёзд · 1 из 5 звёзд · 1 из 5 звёзд · 1 из 5 звёзд · 1 из 5 звёзд |

Frankie and Johnny — студийный альбом Элвиса Пресли, представлявший собой саундтрек к одноимённому фильму с его участием («Фрэнки и Джонни», вышедшему на экраны в 1966 году).
Альбом поступил в продажу в марте 1966 года. В США он поднялся на 20 место в альбомном чарте Billboard Top LP’s (американского журнала «Билборд»).
По продажам в США альбом был 6 января 2004 года Американской ассоциацией звукозаписывающих компаний сертифицирован серебряным.

## История
Альбом записывался с 12—15 мая 1965 года на студии «Radio Recorders» в Голливуде, штат Калифорния. Музыкальный альбом с одноимённым названием был выпущен в марте 1966 года.

## Список композиций
| №  | Название                           | Автор(ы)                                | {{{extra_column}}} | Длительность |
| -- | ---------------------------------- | --------------------------------------- | ------------------ | ------------ |
| 1. | «Frankie and Johnny»               | Alex Gottlieb, Fred Karger, Ben Weisman | May 14, 1965       | 2:32         |
| 2. | «Come Along»                       | David Hess                              | May 12, 1965       | 1:52         |
| 3. | «Petunia, the Gardener's Daughter» | Roy C. Bennett and Sid Tepper           | May 14, 1965       | 2:59         |
| 4. | «Chesay»                           | Ben Weisman, Fred Karger, Sid Wayne     | May 14, 1965       | 1:39         |
| 5. | «What Every Woman Lives For»       | Doc Pomus and Mort Shuman               | May 13, 1965       | 2:27         |
| 6. | «Look Out, Broadway»               | Fred Wise and Randy Starr               | May 14, 1965       | 1:40         |

| №  | Название                                                   | Автор(ы)                               | {{{extra_column}}} | Длительность |
| -- | ---------------------------------------------------------- | -------------------------------------- | ------------------ | ------------ |
| 1. | «Beginner's Luck»                                          | Roy C. Bennett and Sid Tepper          | May 12, 1965       | 2:34         |
| 2. | «Down by the Riverside» и «When the Saints Go Marching In» | Bernie Baum, Bill Giant, Florence Kaye | May 12, 1965       | 1:56         |
| 3. | «Shout It Out»                                             | Bernie Baum, Bill Giant, Florence Kaye | May 13, 1965       | 2:17         |
| 4. | «Hard Luck»                                                | Ben Weisman and Sid Wayne              | May 13, 1965       | 2:51         |
| 5. | «Please Don't Stop Loving Me»                              | Joy Byers                              | May 13, 1965       | 2:02         |
| 6. | «Everybody Come Aboard»                                    | Bernie Baum, Bill Giant, Florence Kaye | May 14, 1965       | 1:51         |

## Состав музыкантов
- Элвис Пресли — вокал
- The Mello Men — бэк-вокал
- Скотти Мур, Тини Тимбрелл — гитара
- Чарли МакКой — гармоника и гитара
- Боб Мур — бас-гитара
- Доминик Фонтана, Бадди Харман — барабаны
- Ларри Мухоберак — фортепиано
- Джордж Ворт — труба
- Ричард Ноел — тромбон
- Гус Бивона — саксофон
- Джон Джонсон, Robert Corwin — туба

## Переиздание
В ноябре 1976 года «Pickwick Records» переиздали альбом музыки из кинофильма с новой обложкой музыкального альбома, показывавшей изображение эры 1970-х. Эта обложка первоначально принадлежит альбому 1972 года — Elvis Now. Порядок песен в содержании альбома был изменён и некоторые песни от оригинального альбома в альбом не вошли. Было также изменено оригинальное название альбома-саундтрека — «Frankie & Johnny». Обложка никак не указывает на то, что это — переизданный альбом музыки из кинофильма. Это был единственный саундтрек, переизданный таким образом.

### Сторона 1
1. «Frankie and Johnny»
2. «Come Along»
3. «What Every Woman Lives For»
4. «Hard Luck»
5. «Please Don’t Stop Loving Me»

### Сторона 2
1. «Down By The Riverside/When The Saints Go Marching In»
2. «Petunia The Gardeners Daughter»
3. «Beginner’s Luck»
4. «Shout It Out»